# 鹤望兰
鶴望蘭（学名：Strelitzia reginae），又稱天堂鳥或極樂鳥花，为鹤望兰科鹤望兰属物种，是原產南非的一種單子葉植物。它們學名是為紀念英王喬治三世王妃夏洛特皇后而取的。

鶴望蘭可以生長達2米高，有大而壯的葉子，長25-70厘米及闊10-30厘米，葉柄長達1米。葉子常綠及分成兩排，呈扇形。花朵在長的莖端上長出。肉穗花序硬及像鳥喙，由於垂直於莖，彷彿一個鳥頭。它足以支撐在花朵上吃花蜜的太陽鳥科。花朵有三塊鮮艷橙色的萼片，及三塊紫藍色的瓣。其中兩瓣是聯合的，形成像箭的蜜管。當太陽鳥科坐在上面吃花蜜時，花瓣會張開，並將花粉沾在鳥腳上。
在花藝插花藝術方面，天堂鳥是材料之一。

## 圖片

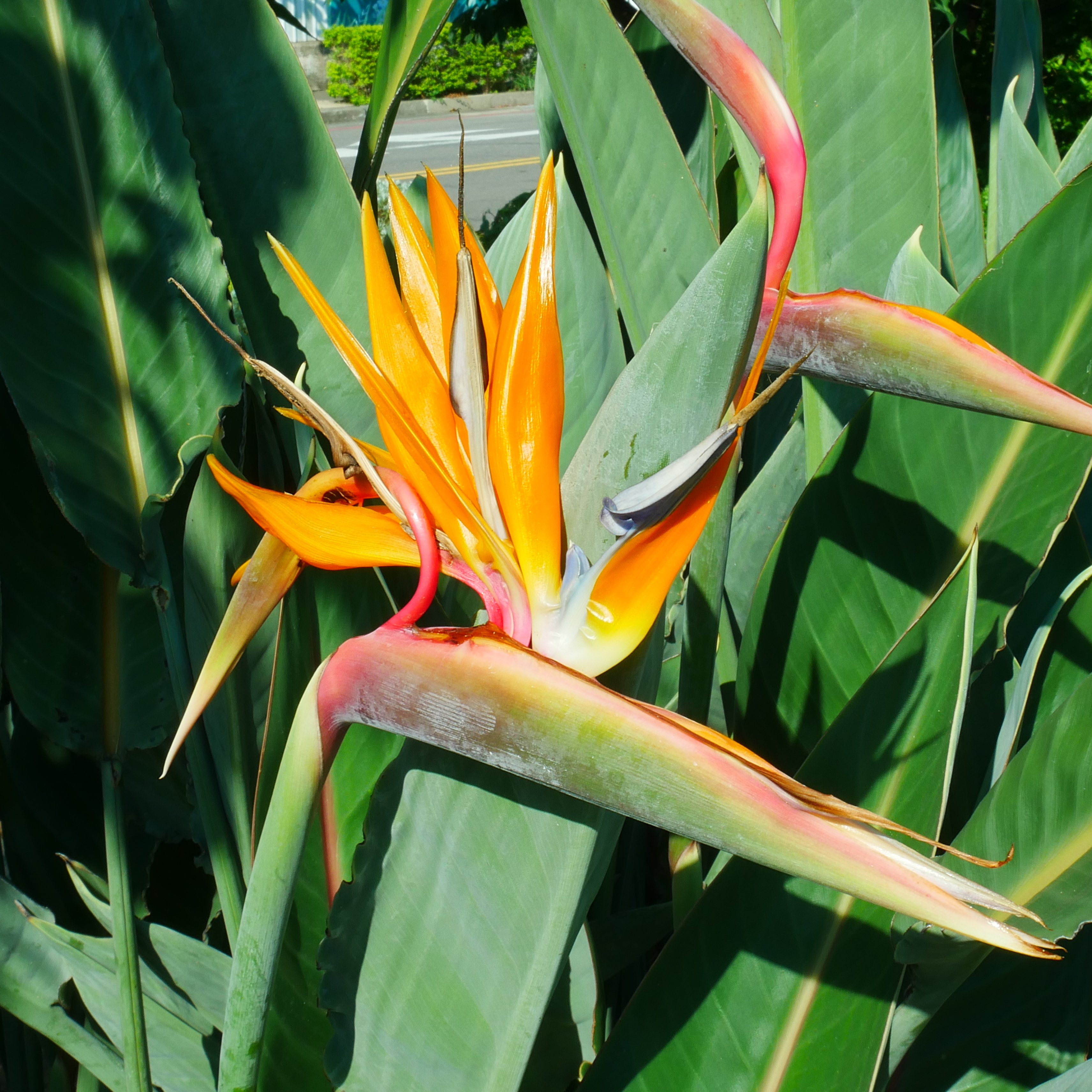
鶴望蘭花

## 外部連結
- Strelitzia reginae Banks（页面存档备份，存于）
- Floridata: Strelitzia reginae（页面存档备份，存于）
- homelovers - Strelitzia reginae
- 鹤望兰棚室栽培技术